# Vossem
Vossem is een dorp en deelgemeente van Tervuren en is omgeven door Leefdaal, Duisburg, Moorsel en hoofdgemeente Tervuren. Het dorp is gelegen langs de Voer, een zijrivier van de Dijle. Vossem was een zelfstandige gemeente tot aan de gemeentelijke herindeling van 1977.

## Bezienswaardigheden
- De Sint-Pauluskerk met romaanse delen uit omstreeks 1200.
- De Hoeve Oude Voorde, die dateert van de 17e-18e eeuw en welke onder meer diende als decor voor de film De Vlaschaard (1983).

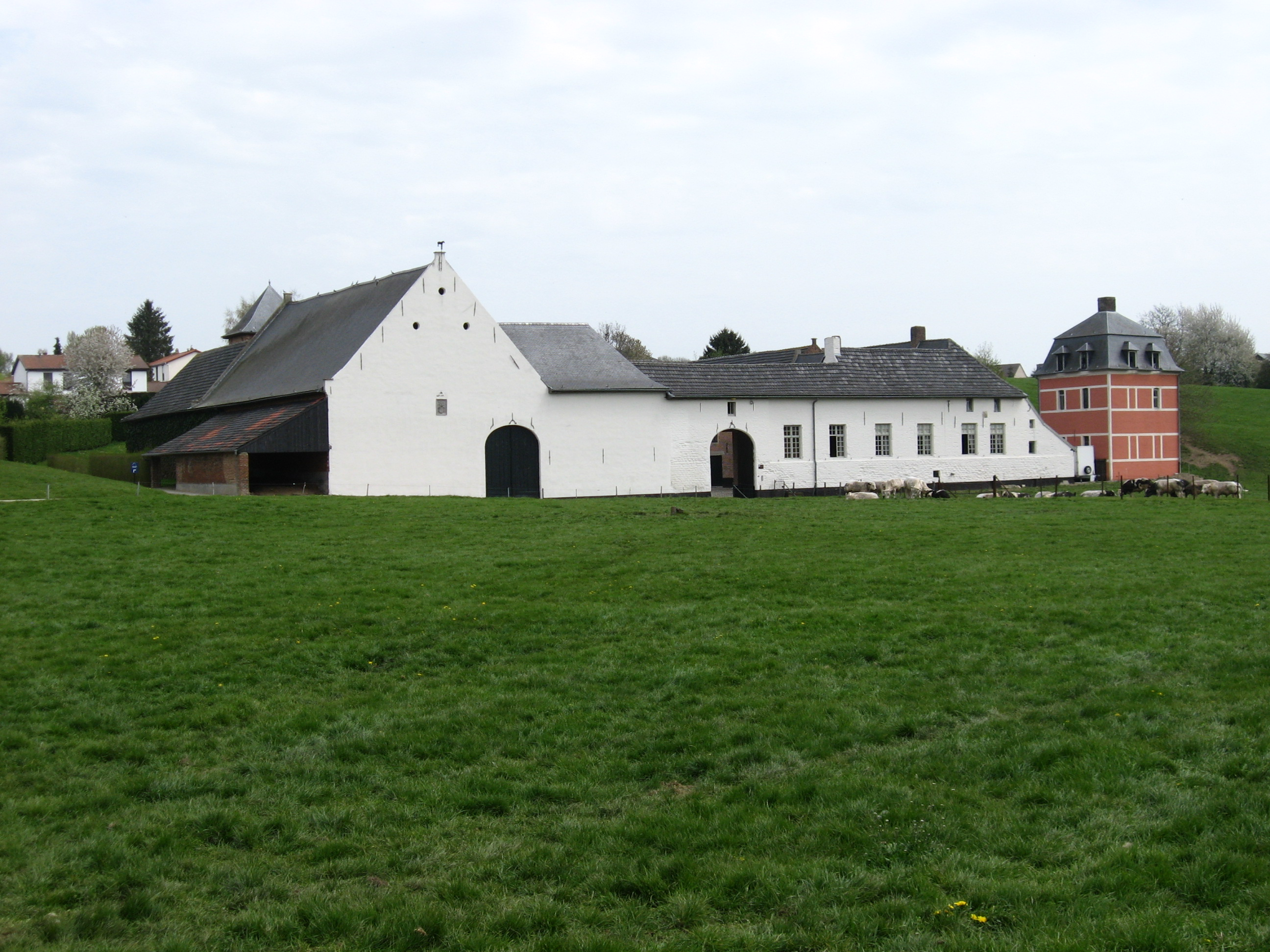
Hoeve Oude Voorde

## Natuur en landschap
Vossem ligt op het Brabants Plateau op een hoogte van 52-96 meter. De plaats ligt aan de Voer. Natuurgebieden in de directe omgeving zijn het Twaalf Apostelenbos en het Moorselbos.

## Demografische ontwikkeling
- Bronnen:NIS, Opm:1831 tot en met 1970=volkstellingen; 1976 = inwoneraantal op 31 december

## Buurtspoorwegen
In 1897 werden de buurtspoorweglijnen Leuven-Tervuren en Vossem-Brussel langs Sterrebeek in dienst gesteld. In 1905 kwam nog de lijn naar Tienen erbij. Deze vertrok van het nu gesloopte buurtspoorwegstation Vossem. Deze plaats is nog te herkennen aan de bushaltenaam "Oude station" van De Lijn. Op 13 januari 1934 werd de lijn Leuven-Tervuren geëlektrificeerd. Kort daarna, op 22 mei 1937, werd ook de lijn naar Sterrebeek geëlektrificeerd, waardoor een rechtstreekse elektrische tramdienst Brussel-Leuven, lijn B, ingevoerd kon worden.
De trams naar en Tervuren en Brussel hadden vanaf Vossem station een kort gemeenschappelijk traject tot de halte "Vier Winden". De kenmerkende schuilplaats van deze halte bestaat nog steeds. Vanaf deze halte reed vanaf 3 november 1940 alleen nog een pendeldienst naar Tervuren in aansluiting op de Leuven-Brusseldienst.
Op 30 juni 1954 werd de tram naar Tervuren opgeheven. De hele tramlijn Brussel Leuven is op 30 juni 1961 opgeheven. De lijn naar Hamme-Mille (Tienen) werd op 20 april 1957 voor de reizigersdienst opgeheven en twee jaar later, op 1 november 1959, voor de goederendienst. De tramroute naar Duisburg (Hamme-Mille) is nu van oud station tot de Voer een wandelpad, genoemd "Tramweg 'Zwette Jean'".

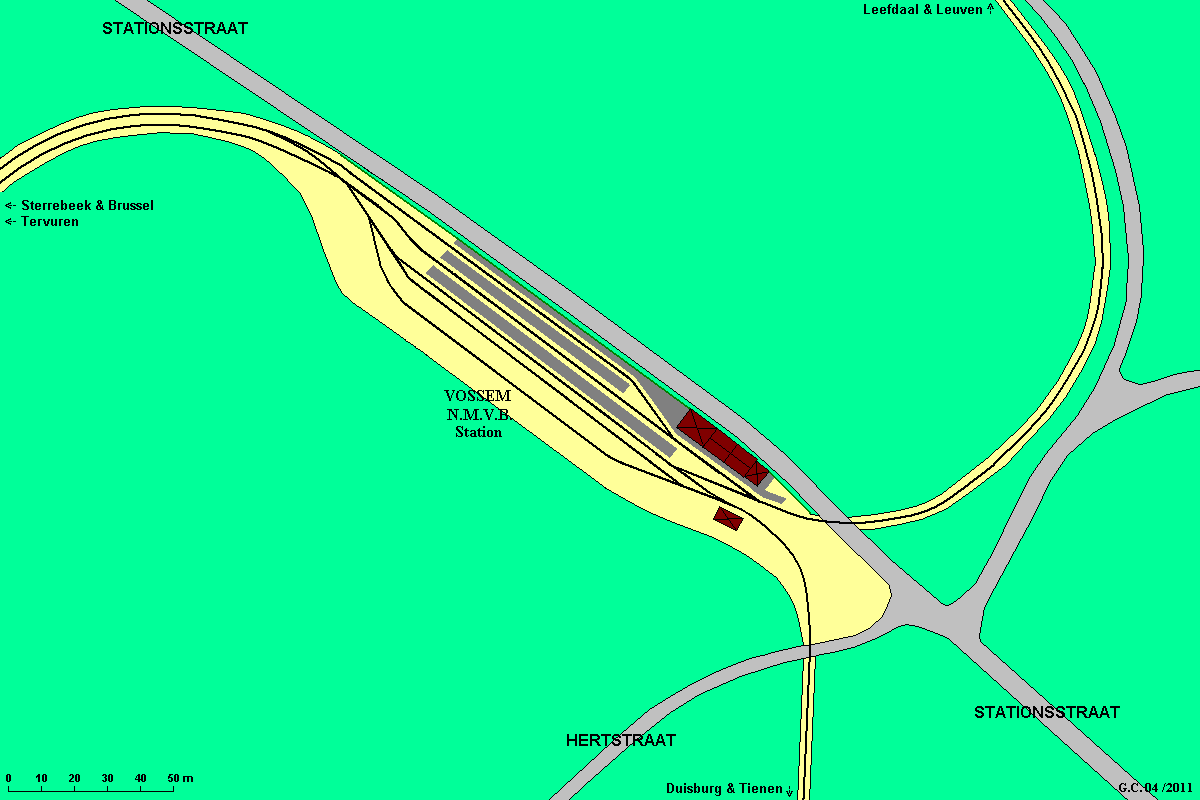
De sporeninrichting in de tijd van de elektrische tractie (1934-1961)
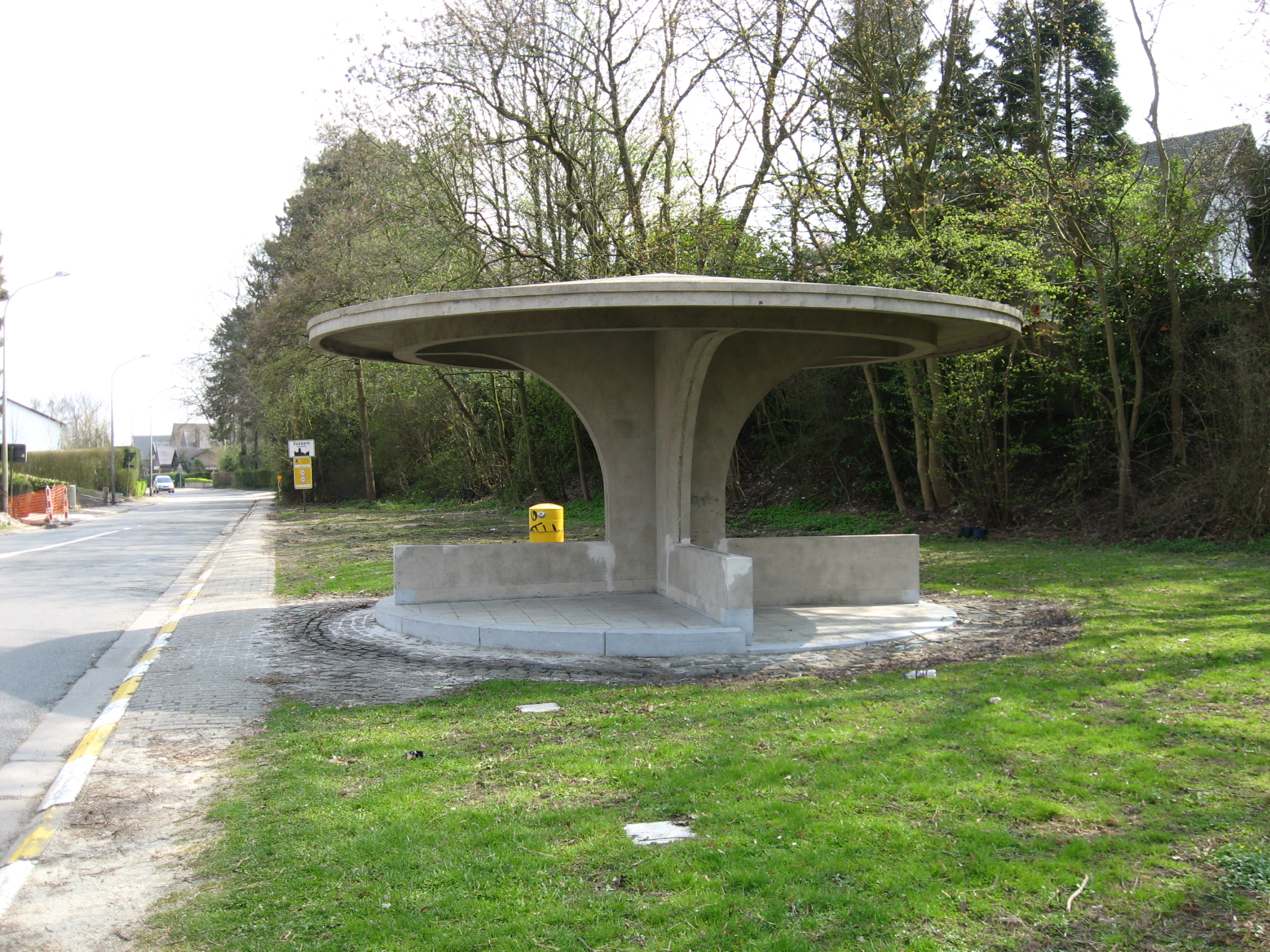
De halte Vier Winden. De vier muren zijn gericht in de vier windrichtingen.

## Lijst van de burgemeesters
- 1808-1830: Jean Baptiste De Smeth (1769-1842)
- 1830-1856: Karel Alexander Maes (1806-1856)[2]
- 1857-1879: Ferdinandus Maes (1816-1891)[3]
- 1879-1910: Petrus Josephus Coosemans (1826-1910)
- 1910-1925: Frederik Ingebos ('Free van Tersaat', 1857-1925)
- 1926-1947: August Vanden Driesch
- 1947-1963: Emiel Derom
- 1964-1965: Emiel Sterckx (1911-1969)
- 1965-1975: Joseph Sommerijns
- 1975-1976: Frans Vanmeerbeek (1930-2002)

## Sport
In Vossem is er een actieve wielrennervereniging genaamd Pro Cyclo Vossem. Deze vereniging organiseert jaarlijks de Witloofveldrit, een internationale wedstrijd, en was onder andere verantwoordelijk voor de organisatie van het EK Veldrijden 2004 en het BK Veldrijden 2006.
Greunsjotters Vossem is een voetbalclub uit Vossem en speelt in de provinciale reeksen van Vlaams-Brabant.

## Geboren in Vossem
- Miel Puttemans, atleet

## Nabijgelegen kernen
Duisburg, Leefdaal, Moorsel, Tervuren